# Cascade de la Lyre
La cascade de la Lyre est une chute d'eau de France située en Haute-Savoie, sur la commune de Sixt-Fer-à-Cheval. Elle se situe dans le massif du Giffre, sur le cours d'un torrent qui descend de la face ouest de la pointe de la Finive et franchit les falaises du cirque du Fer-à-Cheval par plusieurs sauts,. En hiver, elle forme une cascade de glace gravie par des alpinistes.

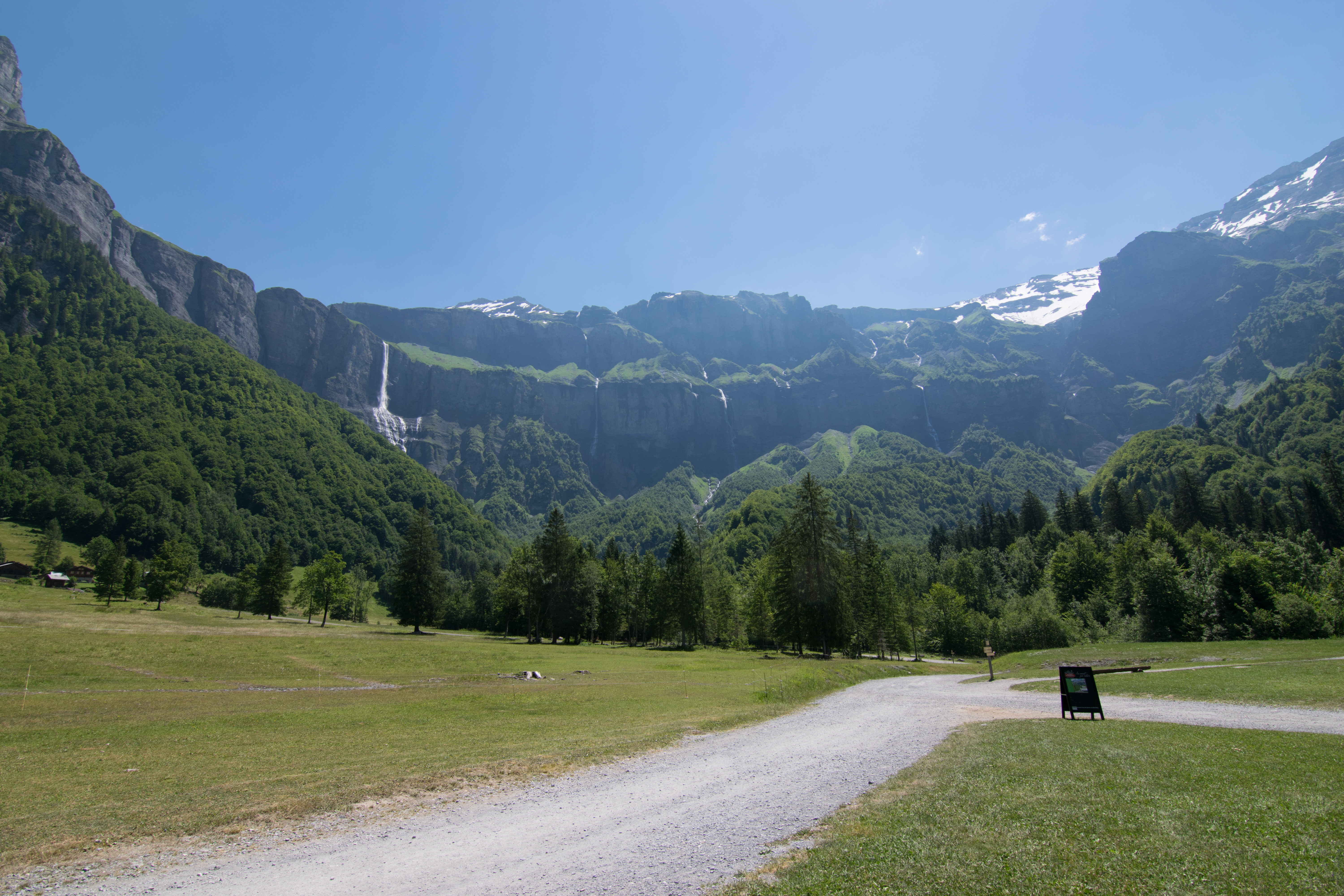
Vue du cirque du Fer-à-Cheval avec la cascade de la Lyre sur la gauche.